# 長楽寺車庫
長楽寺車庫（ちょうらくじしゃこ）は、広島県広島市安佐南区長楽寺一丁目にある広島高速交通広島新交通1号線（アストラムライン）の車両基地である。

## 概要
広島高速交通広島新交通1号線(アストラムライン)が保有する唯一の車両基地である。
広島高速交通本社に隣接しており、車庫自体はヌマジ交通ミュージアムの直下にある。長楽寺駅から大きな回送線が分岐している。
設備は検車棟、管理棟、留置線、洗車機等を備える。イベント時にはこれらの設備が一般公開されることがある。また中央司令所も併設しており、広島高速交通における拠点となっている。

## 周辺施設
- 長楽寺駅
- 広島高速交通本社
- ヌマジ交通ミュージアム（広島市交通科学館）